# Dora (Bagdad)

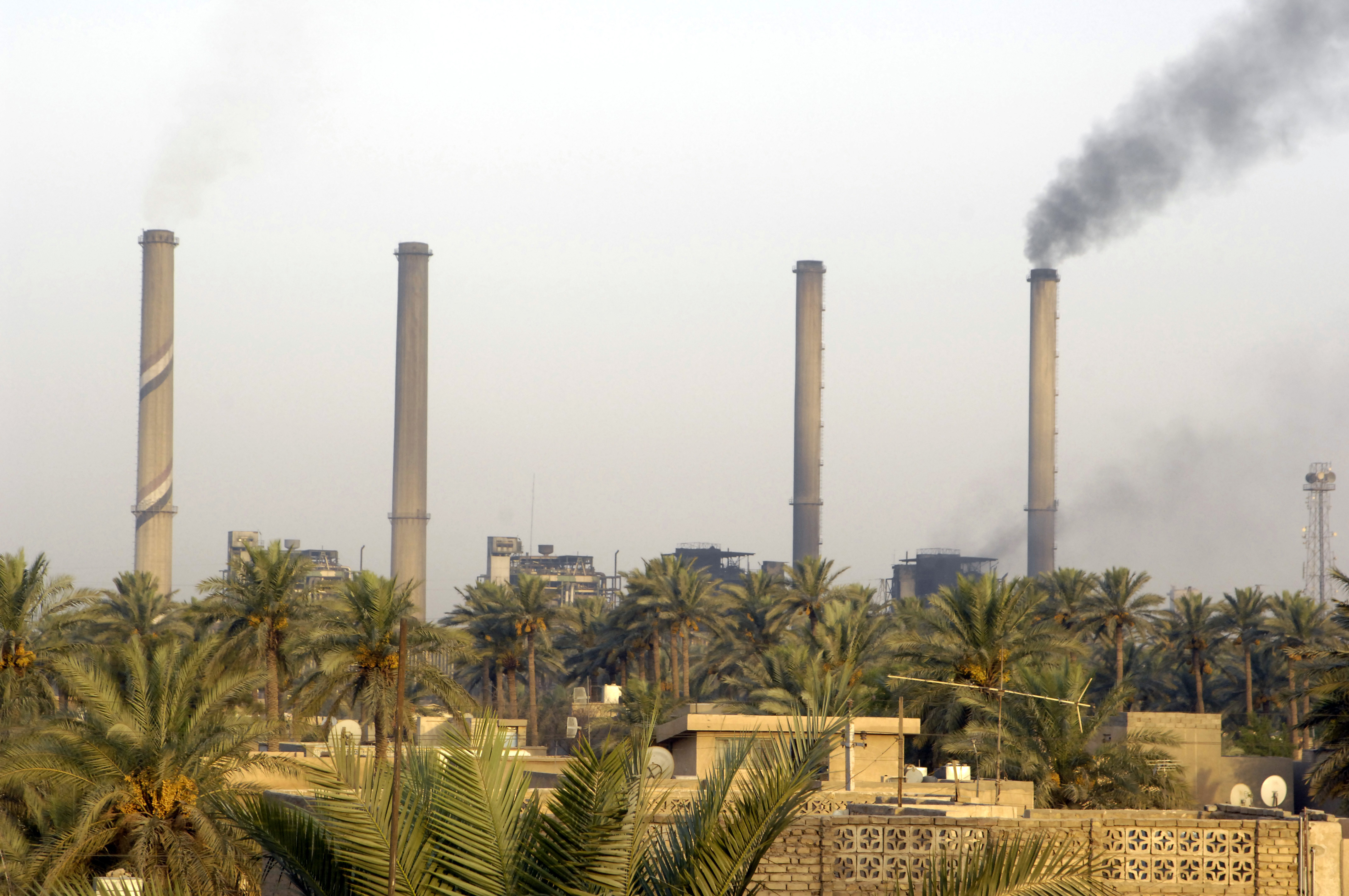
Kraftwerk in Dora, Bagdad, 2007

Dora, mit Artikel ad-Dora (arabisch الدورة ad-Dawra, DMG ad-Dūra), ist ein Stadtviertel innerhalb des Stadtbezirks ar-Raschid am westlichen Tigris-Ufer in der irakischen Hauptstadt Bagdad. Von seiner Entstehung in den 1950er Jahren bis zu den Säuberungen durch islamistische Aufständische in den 2000er und 2010er Jahren war es neben dem am anderen Ufer gelegenen Karrada der wichtigste Wohnort der Christen in Bagdad, insbesondere der assyrischen und der chaldäischen Kirche. Danach war es Hochburg von al-Qaida. 2014 lebte hier noch etwa ein Hundertstel der vor dem Irakkrieg 150.000 assyrischen und chaldäischen Christen.

## Geographische Lage
Dora befindet sich südlich der großen Schleife des Tigris an dessen Westufer gegenüber dem Universitätsgelände auf der anderen Flussseite, an das östlich Babel (بابل) und noch weiter östlich Karrada (الكرادة) anschließt, und umfasst unter anderem das Assyrische Viertel (حي الآثوريين, DMG Ḥayy al-Āthūriyyīn) und weiter südlich das Mechaniker-Viertel (حي الميكانيك, DMG Ḥayy al-Mīkānīk).

## Sehenswürdigkeiten
In Dora stehen mehrere assyrische und chaldäische Kirchen, darunter im assyrischen Viertel die assyrische Kirche Mar Gewargis, die chaldäische St.-Johannes-Kirche und die Kirche der Alten Kirche des Ostens Mart Schmoni, im Mechaniker-Viertel unter anderem die assyrische Kirche Mar Zaya, die nach dem Abriss der alten assyrischen Mar-Zaya-Kathedrale in Karrādat Maryam 1985 durch die Regierung unter Saddam Hussein als Ersatzbau errichtet wurde. Außerdem gibt es hier die 1991 gegründete Pontifikale Babel-Hochschule für Philosophie und Theologie, die auf Grund des al-Qaida-Terrors 2007 nach Ankawa bei Erbil – kurz vor der Einweihung der dortigen neuen assyrischen Kathedrale des Heiligen Johannes des Täufers – verlegt wurde, offiziell nur zeitweise. Weitere Kirchen im Mechaniker-Viertel sind die syrisch-orthodoxe Kirche Mar Behnam und die chaldäisch-katholische Kirche Peter und Paul.

## Geschichte

### Christliche Flüchtlinge in Bagdad
Bis 1920 gab es nur wenige Assyrer in Bagdad, und Dora war auch nicht das erste Stadtviertel, in dem sie sich niederließen. 1920 wurden die Assyrer aus dem Flüchtlingslager Baquba, die wegen des Völkermords an den Christen im Gebiet der heutigen Türkei und des von osmanischen Truppen besetzten Urmia geflohen waren, mit Zügen über Bagdad in den Norden Iraks gebracht. Einige von ihnen entfernten sich jedoch beim Umsteigen in Bagdad vom Rest und ließen sich in improvisieren Zeltlagern nieder, die sich später zu Wohnquartieren – Gailani Camp, Nuairiah und Gayara – entwickelten. 
Das Gebiet von Dora war dagegen bis in die 1950er Jahre kaum besiedelt, als Assyrer – ihrerseits selbst Flüchtlinge und deren Nachkommen – in großer Zahl aus al-Habbaniyya nach Bagdad umsiedelten. Die meisten Häuser entstanden in den 1960er und 1970er Jahren, als die wachsende Stadt Familien der Mittelschicht anzog. 
Vor dem Irakkrieg ab 2003 hatte das Viertel die höchste Konzentration an Assyrern und Mandäern in Bagdad, war aber auch Heimstätte sunnitischer und schiitischer Familien. In dieser Zeit lebten hier etwa 150.000 Christen, mehrheitlich Angehörige der Assyrischen Kirche des Ostens und der Chaldäisch-katholischen Kirche.

### Irakkrieg

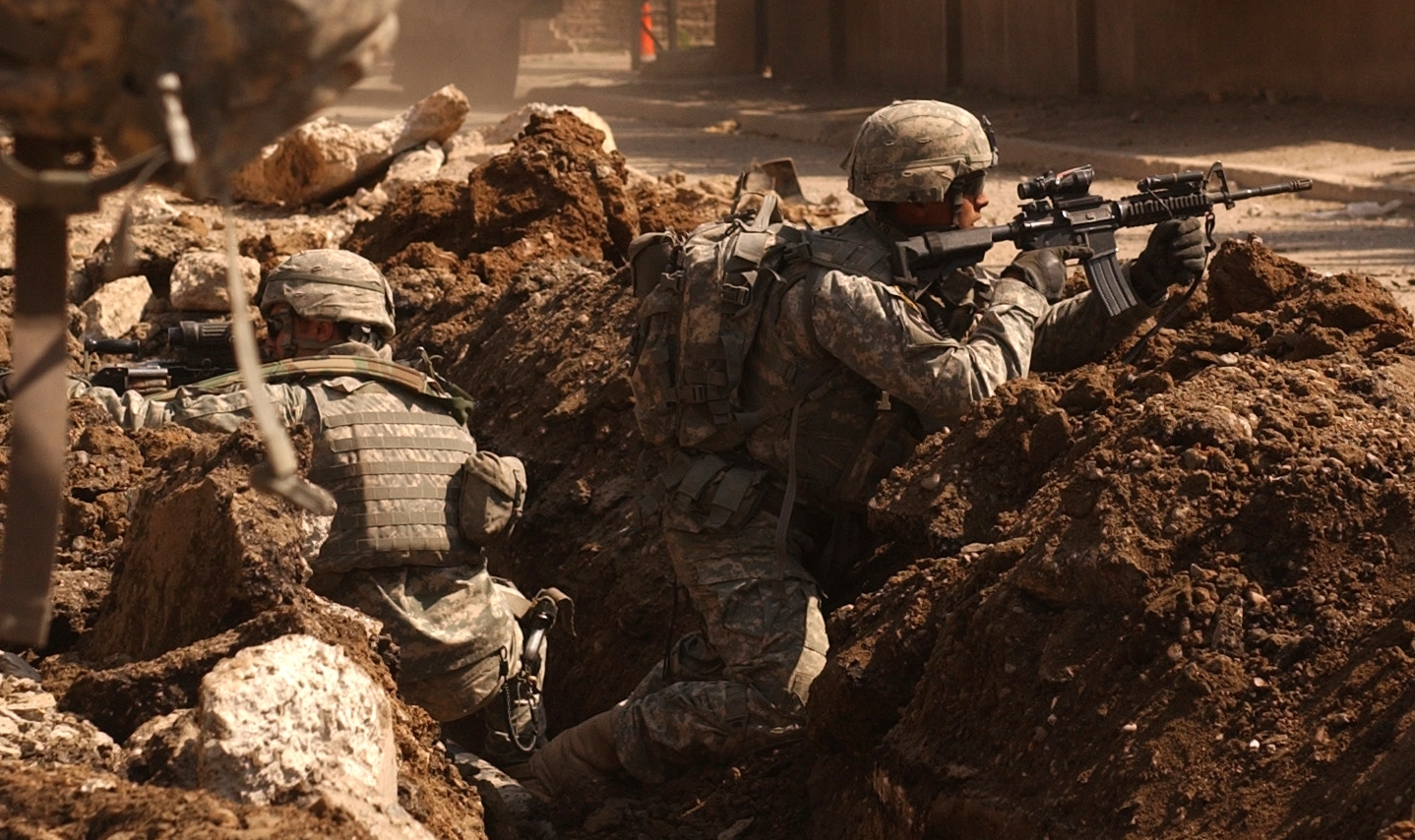
US-Soldaten im Kampf gegen al-Qaida-Rebellen in Dora, März 2007

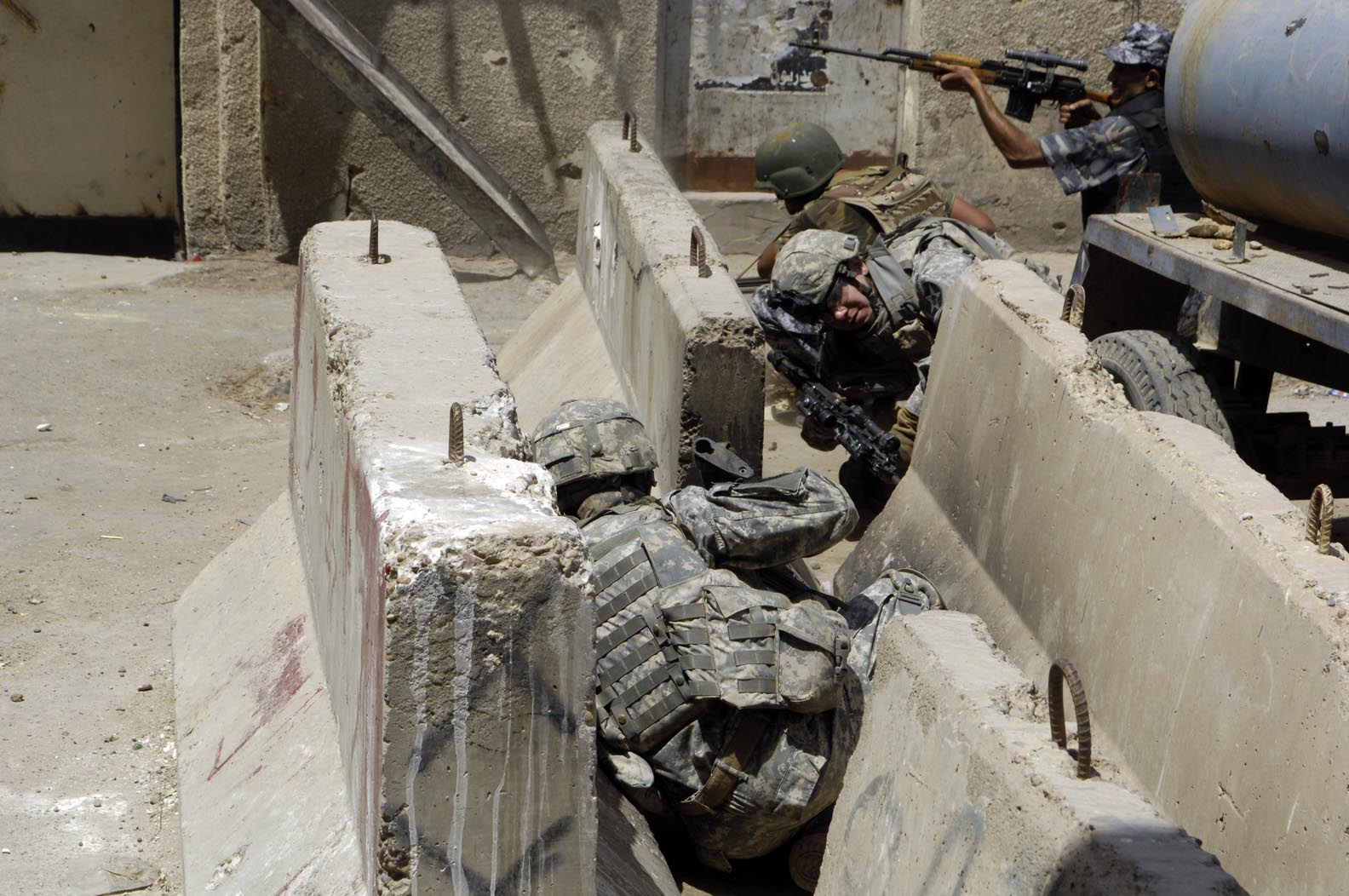
US- und irakische Kräfte in Dora, Juli 2007

Am Morgen des 19. März 2003 griffen die Streitkräfte der USA das Stadtviertel Dora an, wo sie den Präsidenten Iraks, Saddam Hussein, und seine beiden Söhne Uday und Qusay vermuteten und im Zuge eines Enthauptungsschlags vernichten wollten. Keiner der drei wurde jedoch getroffen, vielmehr starb ein Zivilist, und vier wurden verletzt, darunter ein Kind. 
Im April 2004 wurde das 1. Bataillon des 8. Kavallerie-Regiments der 1. Kavallerie-Division als motorisierte Infanterie mit den Operationen in Dora beauftragt. In heftigen Kämpfen wurden die al-Qaida-Kämpfer aus dem Gebiet zurückgedrängt, wobei vier US-Soldaten fielen. 
Im März 2005 wurde die Einheit aus Dora zurückgezogen, und das Bataillon 1-184 IN (AASLT) der Kalifornischen Nationalgarde übernahm die Bekämpfung des Feindes, darunter auch an besonders gefährlichen Stellen wie Arab Jabour und Hora Jeb. Innerhalb von 12 Monaten starben 18 Mann des Bataillons. 
Im Januar 2006 kamen zur Ablösung Soldaten der 2/506 IN, 101st Airborne, die von der Bravo Company 1-35th Armor aus der 2. BCT, 1 Gepanzerte Division in Baumholder von April bis November 2006 unterstützt wurden. Die 506. IN konnte nicht das gesamte Gebiet abdecken, erlitt empfindliche Verluste einschließlich toter Offiziere und verlor die Kontrolle wieder an al-Qaida.
Dies ermöglichte es ab Ende 2006 den islamistischen Oppositionskräften, getragen von zahlreichen aus dem Ausland hinzugekommenen Kämpfern, die christliche, schiitische und mandäische Bevölkerung des Gebiets gewaltsam zu vertreiben. Bewaffnete al-Qaida-Kämpfer erhoben Dschizya, forderten Konversion zum Islam, attackierten oder beschlagnahmten Wohnhäuser und zwangen so die Christen, das Gebiet zu verlassen. Innerhalb weniger Jahre wurde aus dem gemischten, stark christlich geprägten Stadtviertel ein fast rein sunnitisches Quartier und eine Hochburg von al-Qaida. Soldaten der United States Army bezeichneten das Gebiet als den „gefährlichsten Ort im Irak“.
Auch 2010 hielten die Angriffe gegen die Christen und die Flucht der wenigen Verbliebenen an. Im Jahre 2014 lebten von einst 150.000 noch 1500 Christen im Stadtviertel Dora.